# Чолиев, Назар Мыратгельдыевич
Назар Мыратгельдыевич Чолиев (туркм. Nazar Myratgeldiýewiç Çöliýew; род. 21 июля 1986, Ашхабад) — туркменский политик, член Халк Маслахаты Милли Генгеша Туркменистана — представитель от исполнительной власти Ашхабада с 30 марта 2021 года. В прошлом футболист, игравший на позиции защитника. Выступал за национальную сборную Туркменистана.

## Биография
Назар Чолиев родился 21 июля 1986 года в Ашхабаде. Женат, имеет одного ребёнка.
В 1993—2002 годах учился в средней школе № 47 Ашхабада. В 2002—2006 годах обучался в Туркменском государственном университете имени Махтумкули и получил специальность историк, учитель.
В 2006—2007 годах проходил службу в армии в ВС Туркменистана.
С февраля по октябрь 2008 года работал учителем истории в средней школе № 42 Ашхабада.
С января по сентябрь 2013 года работал учителем географии и истории в средней школе № 51 Ашхабада.
В 2017—2018 годах работал в должности техника-инвентаризатора производственно-технического отдела предприятия технической инвентаризации Управления коммунального хозяйства Хякимлика города Ашхабада.
С 2018 года по настоящее время работает специалистом в отделе архива предприятия технической инвентаризации Управления коммунального хозяйства Хякимлика города Ашхабада.
В 2020 году был слушателем Академии государственной службы при Президенте Туркменистана.
В марте 2021 года выдвинут кандидатом от Халк Маслахаты города Ашхабада в члены Халк Маслахаты Милли Генгеша Туркменистана. По результатам голосования по выборам, состоявшимся 28 марта 2021 года с 52,6 % избран в первый состав членов Халк Маслахаты Милли Генгеша Туркменистана.

## Карьера футболиста
В 2005—2006 играл за команду МТТУ.
Имеет опыт выступлений в Узбекистане, провёл 21 игру за команду «Алмалык» в 2008 году.
В 2009 году вернулся в футбольный клуб «Ашхабад».
В 2014—2016 годах был игроком футбольной команды «Алтын Асыр».

### Карьера в сборной
Дебютировал за сборную Туркменистана 6 февраля 2002 года в гостевом матче против Республики Корея (0:4). Впоследствии неоднократно вызывался под знамёна сборной.
Выступал за Олимпийскую сборную Туркменистана на Азиатских играх 2010 в Гуанчжоу.

## Достижения
Алтын Асыр
- Суперкубок Туркменистана: 2015
- Чемпион Туркменистана: 2015